# Gennadij Janajev
Gennadij Ivanovitj Janajev (ryska: Геннадий Иванович Янаев), född 26 augusti 1937 i Perevos i Nizjnij Novgorod oblast, död 24 september 2010 i Moskva, var en sovjetrysk politiker och upprorsman.

## Politisk bana
Gennadij Janajev började sin politiska bana 1962 med att gå med i kommunistpartiet. Innan dess hade han en utbildning inom jordbruk. Därefter började han en bana i den sovjetiska ungdomsorganisationen Komsomol 1963. Den avslutades med ungdomsorganisationernas centralförbund i USSR (Комитет молодёжных организаций СССР). 1986 utnämndes han till chef för en organisation som hade hand om utrikesrelationer, organisationer emellan, sedan för fackföreningsförbundet 1989. Detta gav honom även en plats i politbyrån. I det plenum som ägde rum i juli 1990 utsågs han till ledamot av verkställande utskottet. I december samma år föreslogs han till Sovjetunionens högsta sovjet. Han började ganska omedelbart förhandla med de fria fackföreningar som bildats (första gången sedan 1917).

## Upplösningen av Sovjetunionen
Som del av de reformistiskt lagda inom regimen, var han med om augustikuppen. Hans uppträdande under en presskonferens tros ha bidragit till Sovjetunionens fall. Efteråt beskrev han sitt agerande under krisen som helhet, då han agerade president, som olyckligt och något han ångrat.

## Kupp mot Gorbatjov
Under 1991 års kupp mot dåvarande president Michail Gorbatjov fick Sovjetunionens Norra flotta order om att bereda för en kärnvapenattack. Kuppmakarna hade då tagit hand om Gorbatjovs portfölj innehållande kärnvapenkoderna. En som tros ligga bakom ordern kan ha varit Gennadij Janajev.

### Efter upplösningen
Gennadij Janajev greps och fängslades 1991 men 1994 släpptes han ur fängelset. Tiden därefter arbetade han som chef för en turismakademi. Han avled av lungcancer och var kommunistpartiet troget sitt liv igenom. Han ligger begravd på Trojekurovskojebegravningsplatsen.